# Dominação e submissão

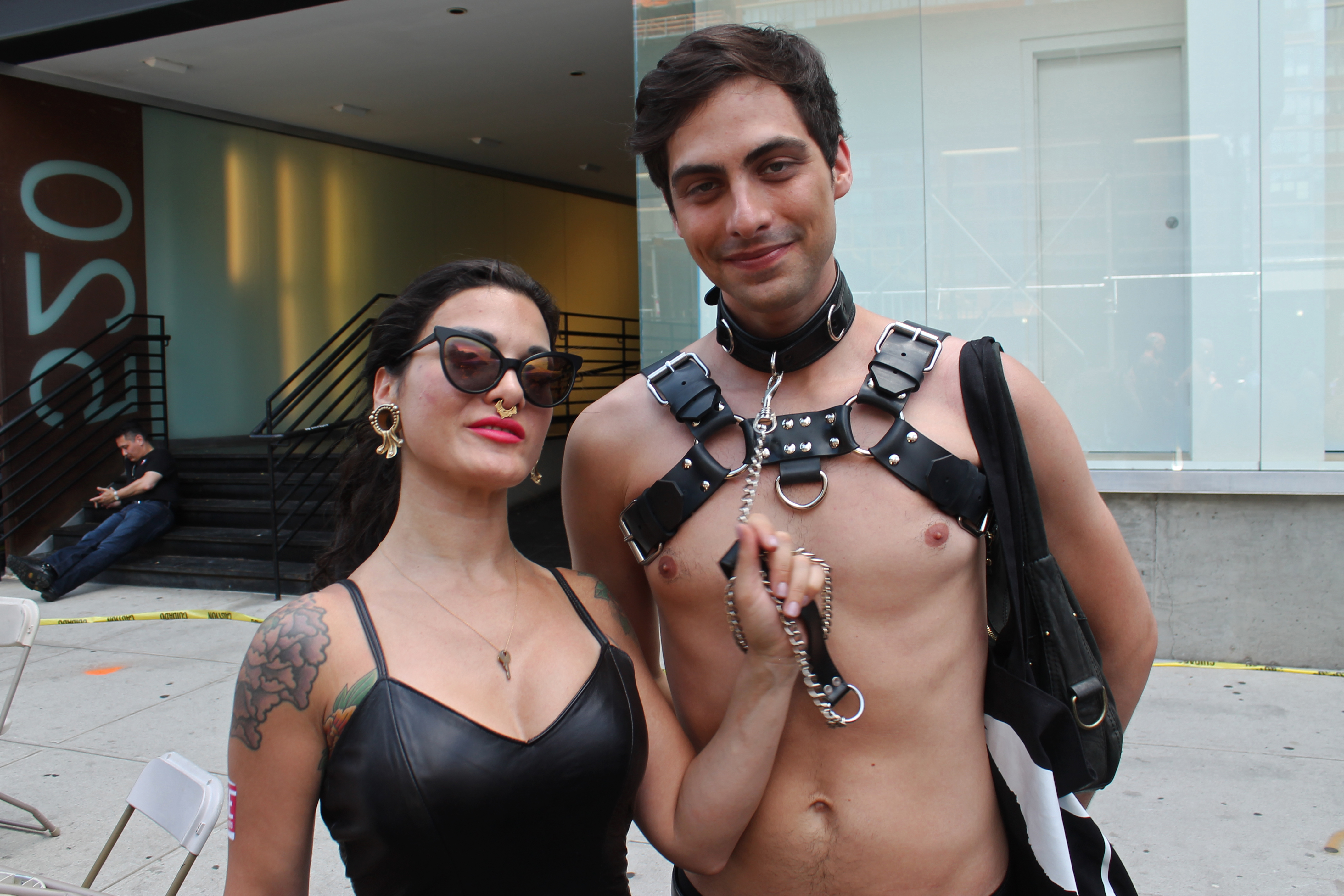
Casal D/s posando para uma foto.

Dominação e submissão  (também abreviado como D/s ou D&s) é um dos três subgrupos do BDSM. Esse subgrupo é um conjunto de comportamentos, costumes e rituais onde um indivíduo cede o controle sobre ele a outro indivíduo em um contexto ou estilo de vida erótico, portanto, a pessoa que exerce o papel dominante recebe poder e autoridade sobre a pessoa que exerce o papel submisso.
A dominação e submissão não requer contato físico e pode explorar somente elementos psicológicos e até mesmo ser conduzida via internet ou telefone. Mas na maioria dos casos ela é intensamente física e pode estar envolvida com outros subgrupos do BDSM, como o sadomasoquismo, o bondage ou a disciplina.
Todas as relações D/s são consentidas por todas as pessoas envolvidas e seguem os princípios éticos do BDSM do são, seguro e consensual ou SSC.

## O relacionamento D/s
As situações de dominação e submissão dentro de um relacionamento podem ocorrer somente durante as práticas sexuais ou podem estender-se para a vida cotidiana, dependendo da vontade dos praticantes.
As pessoas em relacionamentos D/s podem estar envolvidas romanticamente umas com as outras ou não, podem ser monogâmicas ou não, podem haver práticas sexuais ou não, e tanto as pessoas dominantes quanto as pessoas submissas podem ser de qualquer gênero e orientação sexual.
Dentro do espectro de dominação e submissão, há o D-type, que são as pessoas que estão no espectro dominante dentro do BDSM (dominador, mestre, dono, etc.), e o S-type, que são as pessoas que estão dentro do espectro submisso dentro do BDSM (submisso, escravo, propriedade, etc.).
Além de dominantes e submissos, há também as pessoas que se identificam como switch, que é um termo utilizado dentro do D/s para descrever pessoas versáteis que possuem interesse em exercer o papel da dominação em alguns momentos e o papel da submissão em outros.

### Master/slave
Master/slave, mistress/slave, mestre(a)/escravo(a) ou M/s é uma variação do relacionamento D/s onde a pessoa dominante geralmente tem autoridade e influência sobre todos ou quase todos os aspectos da vida do submisso. A servidão e a obediência geralmente são os valores centrais de um relacionamento M/s.
Esse tipo de relacionamento utiliza o termo "escravo" para representar um cenário onde o mestre é o proprietário e dono do corpo do escravo, que é visto como uma propriedade. O relacionamento M/s é um cenário estabelecido de forma consensual, sem relação nenhuma com a escravidão não-consensual histórica e da era moderna, que é proibida por lei. No BDSM, um escravo pode, a qualquer momento, retirar o consentimento, anulando efetivamente o relacionamento de mestre/escravo.

### Contratos
No BDSM, contrato é um termo utilizado para descrever um acordo formal, verbal ou escrito, sobre o consentimento de troca de poder. Os contratos de dominação e submissão são simplesmente uma maneira de definir a natureza e os limites do relacionamento.
Uma relação de dominação e submissão pode ter qualquer duração, conforme a vontade das pessoas envolvidas, podendo variar de uma única atividade por algumas horas ou dias, até um contrato de dominação 24/7 sem data para terminar. Todas as práticas sexuais que podem ser realizadas, como elas podem realizadas, os acessórios que podem ser utilizados, as medidas de segurança, os limites e as vontades de cada um dos envolvidos, tudo dentro uma relação D/s ou M/s é combinado e negociado previamente entre os praticantes.

## Nomenclatura dos papeis
Nas relações de dominação e submissão, é comum haver alcunhas específicas para referir-se a pessoa que está no papel dominante ou submisso.
Durante a atividade, a mulher dominante é comumente referida como dominadora, domme, mistress, rainha, senhora, mestra, dona, lady ou dominatrix, enquanto homem dominante é geralmente referido como dominador, master, sir, mestre ou lord. Termos como dom e top podem ser usados para ambos os gêneros.
Para as pessoas que estão no papel de submissão, é comum a utilização dos termos sub, servo, bottom, slave, escravo ou qualquer palavra pejorativa que visa degradar ou humilhar o submisso.
Apesar de dominatrix poder ser usado para se referir a qualquer mulher que está no papel dominante das práticas BDSM, esse é um termo mais comumente utilizado para se referir a mulheres dominantes que realizam serviço profissional pago de BDSM.